# Резепов, Денис Сергеевич
Дени́с Серге́евич Резе́пов (укр. Денис Сергійович Резепов; род. 11 февраля 2002, Харьков) — украинский футболист, полузащитник тернопольской «Нивы».

## Биография
Футбольную карьеру начал в академии харьковского «Металлиста», первые тренеры — Роман Петрович Мельник и Максим Валерьевич Мажаев. В ДЮФЛУ и юношеских чемпионатах Харьковской области выступал за ХТЗ (Харьков), люботинскую ДЮСШ, харьковские «Металлист», «Металлист 1925» и «Авангард». Всего в ДЮФЛУ сыграл 80 матчей, в которых отличился 27 голами.
Зимой 2020 года выехал в Чехию, где выступал за международную футбольную академию международного союза молодёжи (Прага). Летом 2020 года вернулся в Украину, где усилил «Авангард». Вместе с харьковским клубом выиграл чемпионат и кубок Харьковской области. В конце августа 2020 года он перешёл в «Металлист 1925». Дебютировал в футболке харьковского клуба 15 ноября 2020 года в проигранном (0:2) выездном поединке 13-го тура Первой лиги Украины против одесского «Черноморца». Денис вышел на поле на 69-й минуте, заменив Ивана Коваленко.
В июле 2021 года «Металлист 1925» отдал Резепова в годовую аренду во второлиговый «Волчанск». Всего в том сезоне провёл 16 матчей и забил 2 мяча за новую команду.
В июле 2022 года подписал контракт с «Ингульцом». Дебютировал за новый клуб в УПЛ 29 августа того же года в выездной игре против харьковского «Металлиста» (1:1). Первый мяч за «Ингулец» забил 3 сентября следующего года уже, выступая в Первой лиге, в ворота запорожского «Металлурга» (3:2).